# Carex livida
Carex livida — вид багаторічних трав'янистих рослин родини осокові (Cyperaceae). Етимологія: лат. livida — «свинцевий, блакитнуватий».

## Опис
Рослини колоніальні, з довгими кореневищами. Стебла 15–55 см. Листові пластинки жолобчасті, дуже сірувато-зелені, 4.5–40 см × 1.5–3.5(-6.5) мм, шкірясті. Суцвіття містить окремі маточкові й тичинкові колоски. Маточкові луски від блідо-коричневих до темно-фіолетово-коричневих з широким зеленим центром. Сім'янки від світло- до темно-коричневі. 2n = 32. Рослина розмножується в основному кореневищем.

## Поширення
Північна Америка: Сен-П'єр і Мікелон, Канада, США; Панама; Південна Америка; Євразія: Фінляндія, Ісландія, Норвегія, Швеція, Північна Росія. Росте у вологих субстратах з виходом підземних вод на поверхню. Ґрунти часто вапняні й багаті азотом. Рослину зазвичай можна знайти в трясовині й на болотах з сфагновими мохами та іншими видами осоки.

## Галерея

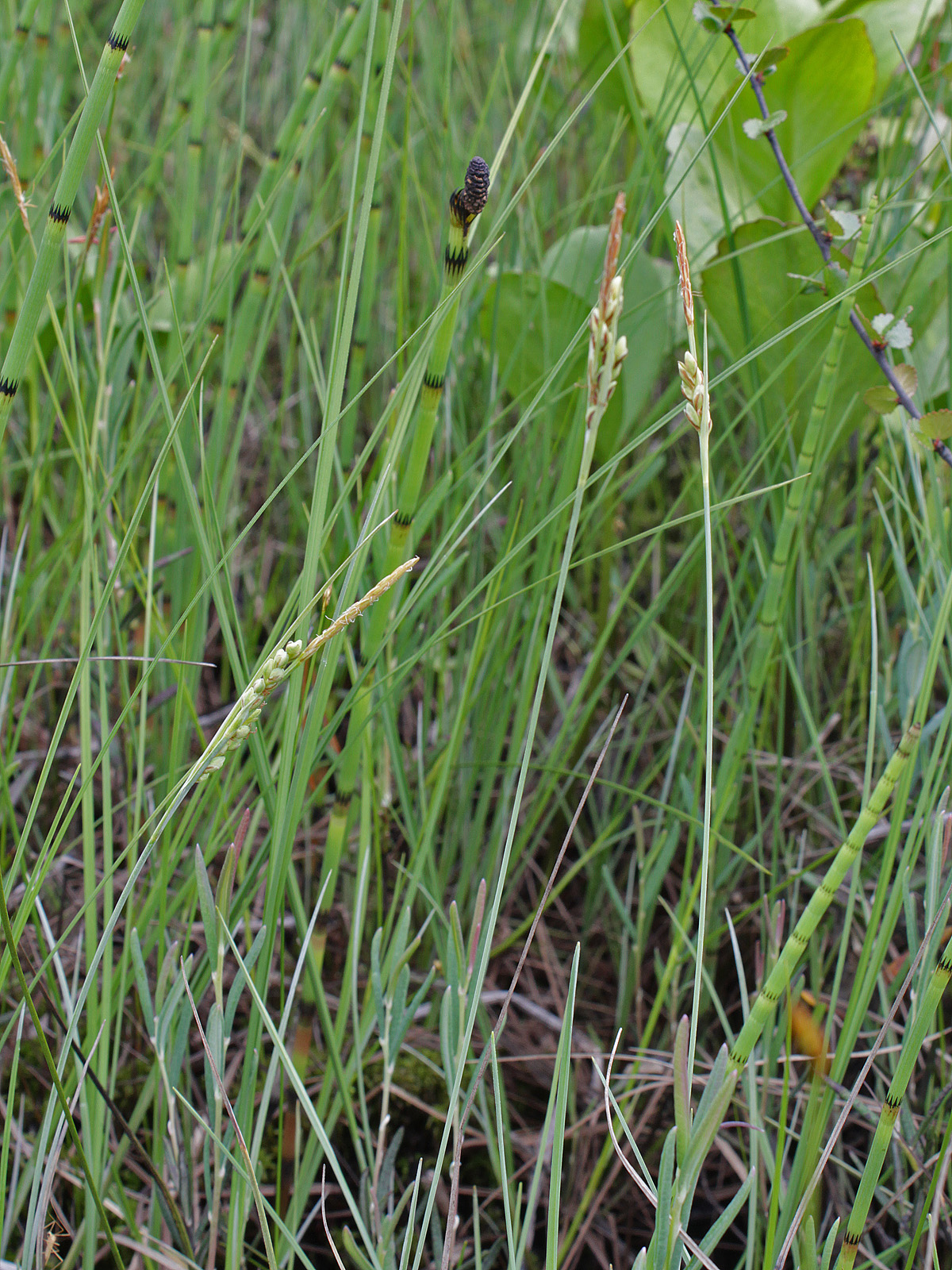
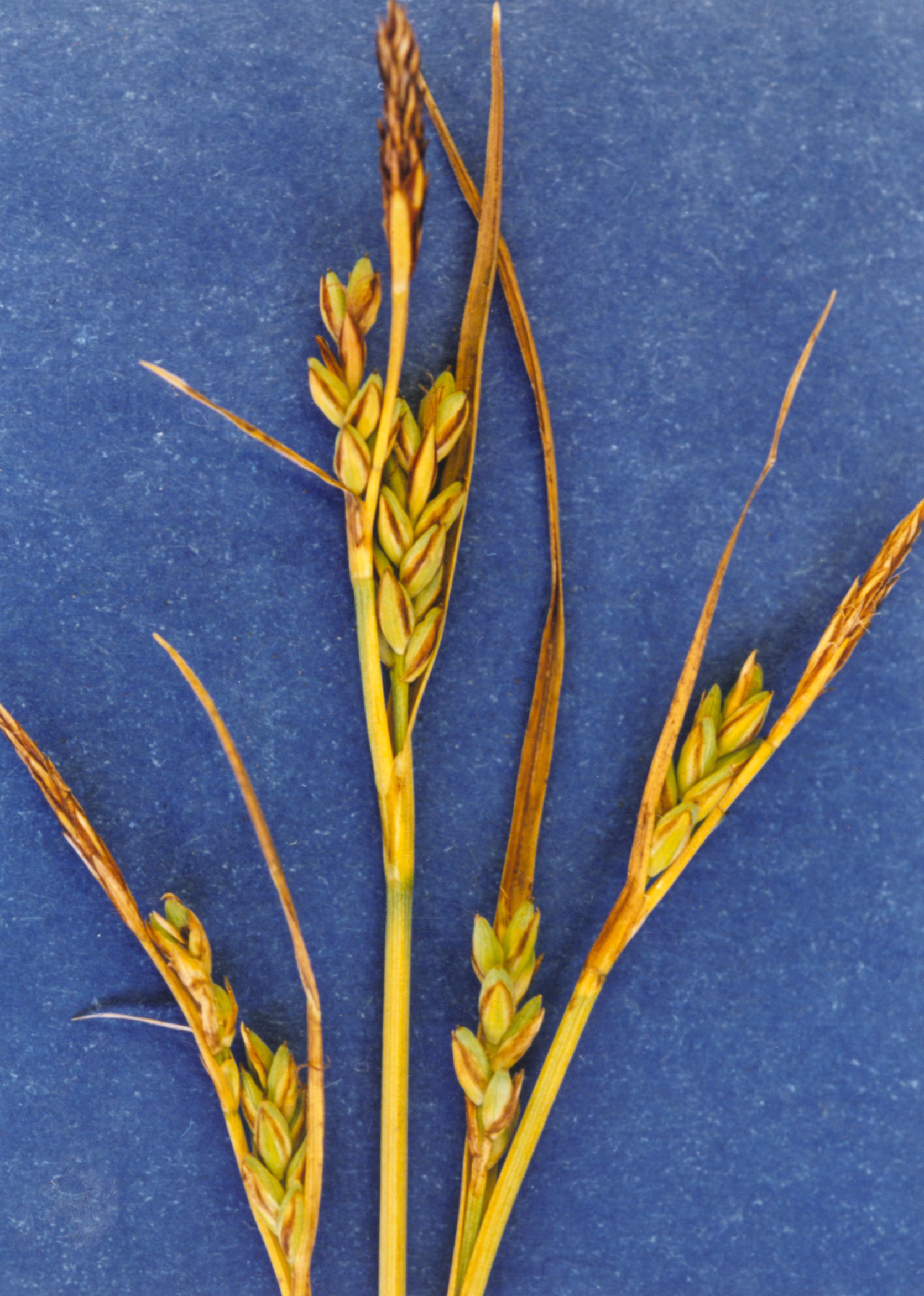